# Lijst van vliegvelden in Zuid-Amerika
Dit is een lijst van vliegvelden in Zuid-Amerika. Zie voor een algemeen overzicht van vliegvelden de lijst van luchthavens.

## A

### Argentinië
- Aeroparque Jorge Newbery, Buenos Aires
- Aeropuerto Ministro Pistarini Int'l Ezeiza, Buenos Aires
- Ambrosio L Y Taravella Airport, Córdoba
- Catamarca Airport, Catamarca
- Comodoro Rivadavia International Airport, Comodoro Rivadavia
- Don Torcuato International Airport, Buenos Aires
- Esquel Airport, Esquel
- Formosa Airport, Formosa
- General Pico Airport, General Pico
- Gobernador Castello Airport, Viedma
- Iguazu International Airport, Ruta Provincial
- La Rioja Airport, La Rioja
- Malargue International Airport, Malargue
- Mar Del Plata International Airport, Mar del Plata
- El Plumerillo Airport, Mendoza
- General Urquesa Airport, Parana
- Posadas International Airport, Posadas
- Prana Airport-General Urquesa, Paraná
- Puerto Madryn Airport, Puerto Madryn
- Reconquista Airport, Reconquista
- Resistencia International Airport, Resistencia
- Rio Cuarto Airport , Las Higueras
- Rio Gallegos International Airport, Rio Gallegos
- Rio Grande International Airport, Rio Grande
- Salta International Airport, Salta
- San Carlos De Bariloche Airport, San Carlos de Bariloche
- San Fernando International Airport, San Fernando
- San Juan Airport, San Juan
- San Luis Airport, Ciudad de San Luis
- San Rafael Airport, San Rafael
- Santa Rosa Airport, Santa Rosa
- Santiago del Estero Airport, Santiago del Estero
- Tucuman International Airport, Pcia de Tucuman
- Villa Reynolds Airport, Villa Mercedes

### Aruba
- Koningin Beatrix International Airport, Oranjestad
- De Vuijst Field, Sint Nicolaas

## B

### Bolivia
- El Alto International Airport, La Paz
- J Wilstermann Airport, Cochabamba
- Viru Viru International Airport, Santa Cruz de la Sierra

### Brazilië
- Luchthaven Deputado Luis Eduardo Magalhaes, Salvador
- Luchthaven Afonso Pena, Curitiba
- Internationale Luchthaven Antônio Carlos Jobim (voorheen Internationale Luchthaven Galeão), Rio de Janeiro
- Luchthaven Augusto Severo, Natal
- Luchthaven Belém International, Belém
- Luchthaven Boa Vista International, Boa Vista
- Campo Grande International Airport, Campo Grande
- Luchthaven Cataratas International, Foz do Iguaçu
- Luchthaven Congonhas, São Paulo
- Luchthaven Corumbá, Corumbá
- Luchthaven Cruzeiro do Sul International, Cruzeiro do Sul
- Luchthaven Eduardo Gomes International, Manaus
- Luchthaven Goiabeiras, Vitória
- Internationale Luchthaven Guararapes, Recife
- Internationale Luchthaven Guarulhos, São Paulo
- Luchthaven Hercilio Luz International, Florianópolis
- Luchthaven Joinville, Joinville
- Luchthaven Fortaleza, Fortaleza
- Luchthaven Leita Lopes, Ribeirao Preto
- Luchthaven Marechal Rondon, Cuiabá
- Luchthaven Ministro Victor Konder, Navegates
- Luchthaven Pampulha, Belo Horizonte
- Luchthaven Ponta Pora International, Ponta Pora
- Luchthaven Presidente Juscelino Kubitschek, Brasilia
- Luchthaven Presidente Medici, Rio Branco
- Luchthaven Salgado Filho International, Porto Alegre
- Luchthaven Santa Genoveva, Goiânia
- Luchthaven Santarém International, Santarém
- Luchthaven Santos-Dumont, Rio de Janeiro
- Luchthaven Tancredo Neves International, Belo Horizonte
- Luchthaven Viracopos, São Paulo
- Luchthaven Zumbi dos Palmares, Maceió
- Internationale Luchthaven João Pessoa-Bayeux

## C

### Chili
- Arturo Merino Benitez Airport, Santiago
- Cañal Bajo, Osornao
- Aeropuerto Internacional Carriel Sur, Concepción
- Aeropuerto Nacional Andrés Sabella Gálvez, Antofagasta
- Aeropuerto Internacional Chacalluta, Arica
- Chamonate, Copiapo
- Aeropuerto Internacional Diego Aracena, Iquique
- El Loa, Calama
- Aeropuerto Internacional El Tepual, Puerto Montt
- La Florida, La Serena
- Los Cerillos Airport, Santiago
- Aeropuerto Maquehue, Temuco
- Mataveri, Paaseiland
- Pichoy, Valdivia
- Punta Arenas Airport, Punta Arenas
- Aeropuerto Ricardo García Posada, El Salvador (Chili)
- Aeropuerto Balmaceda, Balmaceda

### Colombia
- Luchthaven Alfonso Bonilla Aragón, Cali
- Luchthaven Alfonso Lopéz Pumarejo, Valledupar
- Luchthaven Alfredo Vasquéz Cobo, Leticia
- Luchthaven Almirante Padilla, Riohacha
- Luchthaven Antonio Nariño, Chachagüí
- Luchthaven Antonio Roldán Betancourt, Carepa
- Luchthaven Benito Salas, Neiva
- Luchthaven Camilo Daza, Cúcuta
- Luchthaven Eduardo Falla Solano, San Vicente del Caguán
- Luchthaven El Edén, Armenia
- Internationale luchthaven Eldorado, Bogota
- Luchthaven El Alcaraván, Yopal
- Luchthaven El Caraño, Quibdó
- Luchthaven Ernesto Cortizzos, Barranquilla
- Luchthaven Gustavo Rojas Pinilla, San Andrés
- Luchthaven José María Córdova, Rionegro
- Luchthaven La Florida, Tumaco
- Luchthaven La Nubia, Manizales
- Luchthaven Los Garzones, Montería
- Luchthaven Matecaña, Pereira
- Luchthaven Olaya Herrera, Medellín
- Luchthaven Palonegro, Bucaramanga
- Luchthaven Perales, Ibagué
- Luchthaven Rafael Núñez, Cartagena
- Luchthaven Santiago Pérez Quiróz, Arauca
- Luchthaven Simón Bolívar, Santa Marta
- Luchthaven Vanguardia, Villavicencio
- Luchthaven Yariguíes, Barrancabermeja

## E

### Ecuador
- Aeropuerto Internacional Mariscal Sucre, Quito

## Kaaimaneilanden
- Owen Roberts International Airport, George Town

## N

### Nederlandse Antillen
- Flamingo International Airport, Kralendijk (Bonaire)
- Franklin Delano Roosevelt Airport, (Sint Eustatius)
- Hato Airport, Willemstad (Curaçao)
- Juancho E. Yrausquin Airport, The Bottom (Saba)
- Princess Juliana International Airport, Mullet Bay (Sint Maarten)

## S

### Suriname
- Johan Adolf Pengel International Airport, Zanderij
- Zorg en Hoop Airport, Paramaribo

Afrika · Australië · Azië · Europa · Noord-Amerika · Zuid-Amerika